# Сериков, Кирилл Николаевич
Кири́лл Никола́евич Се́риков (род. 13 июня 1982, Гомель, Белорусская ССР) — российский спортсмен, член олимпийской сборной команды России по санному спорту на Олимпиаде в Турине, занял 24-е место среди на одноместных санях с результатом 3:31,895 с. Мастер спорта.
Занимал пост исполнительного директора федерации бобслея России. После отъезда президента федерации Георгия Беджамов за пределы России в связи с обвинениями в мошенничестве, Сериков фактически руководил федерацией с декабря 2015 года до июня 2016 года.